# Figura serpentinata

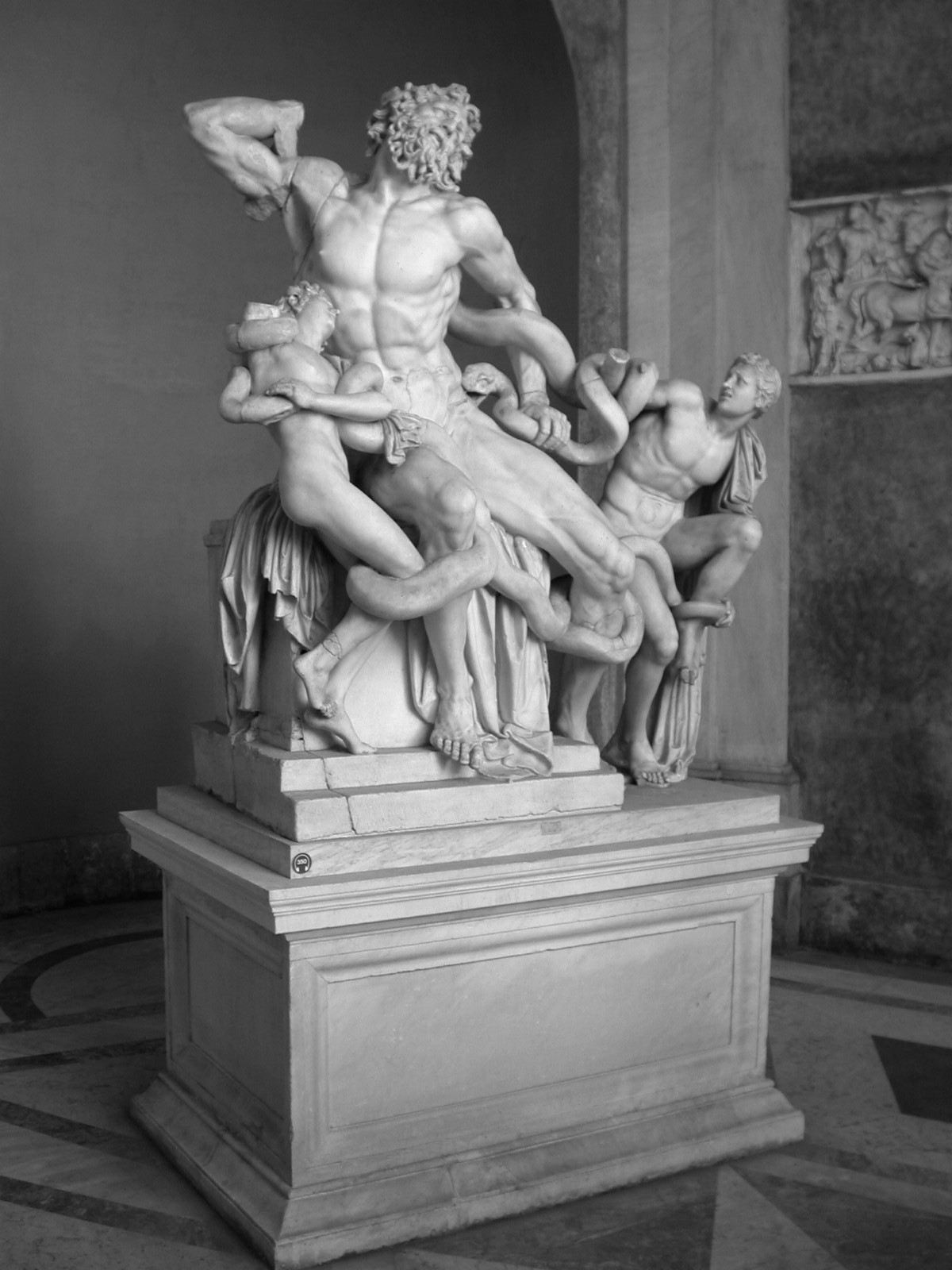
Die Laokoon-Gruppe in den Vatikanischen Museen

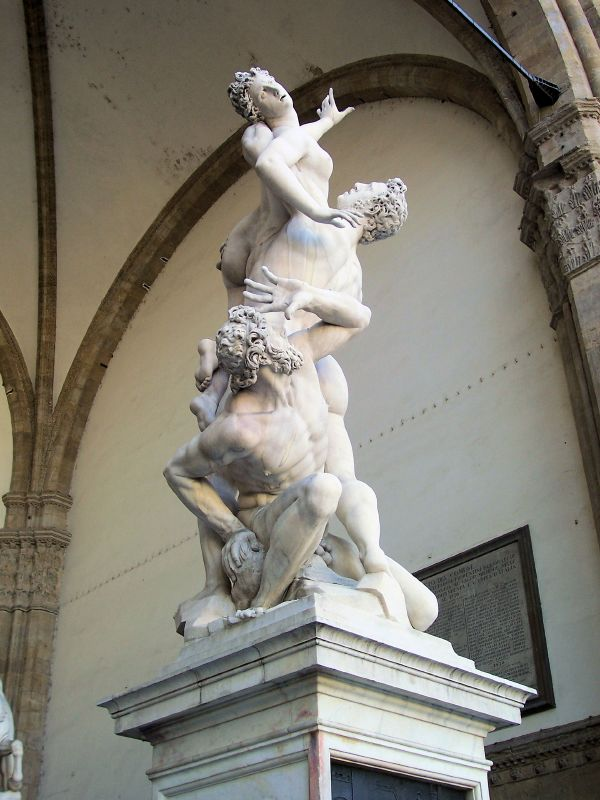
Der Raub der Sabinerinnen von Giambologna in der Loggia dei Lanzi in Florenz

Figura serpentinata (ital. serpentinato „schlangenförmig“, zu serpentina „Schlangenlinie“) ist die Bezeichnung für eine gewundene gemalte oder plastisch ausgeführte Figur. In der Ornamentik bezeichnet man damit speziell Spiralmotive.
Die figura serpentinata ist ein typisches Merkmal der Spätrenaissance und des Manierismus. Frühe Darstellungen solcher geschraubten Figuren stammen von Leonardo da Vinci, Raffael und Michelangelo. Der Maler und Theoretiker Giovanni Paolo Lomazzo (1558–1600) urteilte in seinem Trattato dell’arte della pittura von 1584:

„Das empfohlene Gestaltideal vereinigt, nach Lomazzo, drei Qualitäten: Pyramidenform, ‹serpentinata›-Bewegung und eine bestimmte numerische Proportion, alle drei zu einer Einheit gebracht. Dabei kommt der Vorrang dem ‹moto› zu, d.h. der schlängelnden Bewegung, während die Pyramidenform, in genauer Proportionierung, den konisch stereometrischen Umriss ausmachen soll.“

Der Serpentinata-Stil entwickelte sich, wie Bousquet vermutet, möglicherweise mit der Wiederentdeckung der Laokoon-Gruppe im Jahre 1506. Besonders bei Michelangelo soll diese Skulptur einen starken Eindruck hinterlassen haben. Auch Shearman ist sich sicher, dass die figura serpentinata eine Erfindung Michelangelos ist. Als Beweis dient ihm der „Sieger“, den Michelangelo (1527–1528) für das Grabmal Julius’ II. schuf.
Dem Kunsthistoriker Joachim Poeschke zufolge ist Michelangelos Verwendung der figura serpentinata thematisch bedingt, im Manierismus und der Spätrenaissance sei das Motiv dagegen formell bedingt, so etwa in Giambolognas Skulpturen Raub der Sabinerinnen (1581–83) und Merkur (1564–80).
Emil Maurer kann jedoch in Michelangelos Arbeit nur selten eine Serpentinierung der Figur erkennen. Er sieht Beccafumi als Pionier des Serpentinata-Stils. Sein Schüler Marco Pino verband wohl die Eindrücke seines Meisters mit jenen aus Salviatis, Parmigianinos und möglicherweise auch Michelangelos Werken. Sein gesamtes Schaffen ist von Serpentinata-Motiven geprägt. Selbst sagt Paolo Pino in seinem Dialogo della Pittura, dass die Pose der Figuren vielfältig und anmutig sein sollte, und dass man in all seinen Werken mindestens eine Figur anführen sollte, die ganz und gar verdreht, ambivalent und schwierig sei.
Die Malerei, freier als die Plastik, die sehr stark der Natur verpflichtet ist, kann, wie Maurer betont, mit der Figur spielen. Sie kann sie umgestalten, überdehnen, geometrisieren, auflösen, karikieren, kolorieren, schlängeln, je nach Ziel und Aussage des Bildes.
Mit der Lockerung der Renaissance-Normen und der Entwicklung des Serpentinata-Stils fand auch eine, wie Maurer argumentiert, Systematisierung der Serpentinata-Strukturen statt. Eine Gleichförmigkeit trat ein, wodurch die Figuren an physischer Kraft, Leidenschaft, Spannung und semantischer Prägnanz einbüßten. Bewegungen muten unmotiviert an, nicht von einem Willen getrieben, sondern von reinem Formwillen. Auch wirken ihre Aktionen teilweise kraftlos, nicht der Schwer- und Hebelkraft unterworfen.